# Радзениекс, Даниелс
Дание́лс Радзе́ниекс (латыш. Daniels Radzenieks; 22 июля 2006, Латвия) — латвийский футболист, нападающий житомирского «Полесья».

## Клубная карьера
Воспитанник клуба «Академ». Начиная с 2022 года тренировался с первой командой «Супер Нова». В футболке первой команды дебютировал 30 сентября 2022 года в проигранном (1:4) домашнем поединке 30-го тура Вирслиги против «Риги». Даниелс вышел на поле на 76-й минуте вместо Альгирдаса Гражйса. Этот матч оказался единственным для юного нападающего в сезоне 2022. В следующем сезоне также сыграл 1 поединок в чемпионате Латвии против РФС.
27 августа 2024 года подписал 3-летний контракт с «Полесьем», после чего сразу же был переведён набираться опыта во второй команды «волков».

## Карьера в сборной
На международном уровне дебютировал за Латвию 29 июня 2022 года, в победном (1:0) для команды (U-17) выездном товарищеском поединке против Финляндии (U-17). Радзениекс вышел на поле в стартовом составе, а на 66-й минуте его заменил Деннис Авдеевс. Первым голом на международном уровне за юношескую сборную Латвии U-17 отличился 3 июля 2022 года на 26-й минуте победного (4:0) товарищеского матча против сверстников из Литвы. Даниелс вышел на поле в стартовом составе, а на 65-й минуте его заменил Иванс Галаевс. В общей сложности за сборную U-17 сыграл 3 матча, в которых отличился 1-м голом.
За юношескую сборную Латвии (U-19) дебютировал 9 июня 2024 года в проигранном (1:2) товарищеском поединке против юношеской сборной Эстонии (U-19). Радзениекс вышел на поле в стартовом составе, на 38-й минуте отличился первым голом за сборную U-19, а на 78-й минуте его заменил Андрейс Полюговичс. Всего за юношескую сборную Латвии (U-19) провёл 2 поединка, в которых отличился 2 голами.